# تایجیرو کوریتا
تایجیرو کوریتا (انگلیسی: Taijiro Kurita؛ زادهٔ ۳ مارس ۱۹۷۵) بازیکن فوتبال اهل ژاپن است.
از باشگاه‌هایی که در آن بازی کرده‌است می‌توان به باشگاه فوتبال کاشیما آنتلرز، باشگاه فوتبال کونسادول ساپورو، و باشگاه فوتبال شیمیزو اس-پالس اشاره کرد.